# Take Five

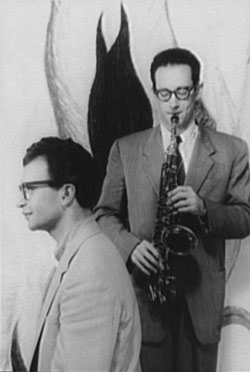
Brubeck és Desmond

A Take Five a modern jazz egyik leghíresebb darabja. A dal a Dave Brubeck Quartet Time Out című lemezén jelent meg először 1959-ben.  A zeneszerző Paul Desmond volt.
A szám címe magyarra lefordíthatatlan. Utal a dzsessztörténetben addig teljesen szokatlan 5/4-es ritmusra, ill. egy hétköznapi kiszólásra is. A szórakozóhelyeken muzsikáló zenészek így jelentették be, hogy öt perc szünetet tartanak.

## Előadók
Dave Brubeck Quartet
- Dave Brubeck – zongora
- Paul Desmond – altszaxofon
- Eugene Wright – nagybőgő
- Joe Morello – dobok

## Feldolgozta, előadta
A szám klasszikussá vált, számtalan zenésze adta elő, vagy készített belőle parafrázist. Még szövege(ke)t is írtak hozzá. Dave Brubeck szerint minden idők legizgalmasabb Take Five-feldolgozása a pakisztáni Sachal Studio Orchestra felvétele.
- 1962 – Monica Zetterlund
- 1963 – Antonio Diaz
- 1963 – Davy Graham
- 1967 – Trudy Pitts
- 1968 – Val Bennett
- 1969 – Gigi Marga
- 1973 – Chet Atkins
- 1974 – Augustus Pablo
- 1977 – Al Jarreau
- 1979 – George Benson
- 1982 – Carmen McRae
- 1983 – Quincy Jones
- 1985 – Tito Puente & George Shearing
- 199*1 – Acoustic Alchemy
- 1992 – Grover Washington, Jr.
- 1996 – The Specials
- 1996 – Moe Koffman
- 1997 – Aziza Mustafazadeh
- 1997 – Antonio Forcione & Sabina Sciubba
- 1998 – Eric Singleton
- 1999 – The String Cheese Incident
- 1999 – Electronica/New Age music group Dancing Fantasy
- 2002 – Rodrigo y Gabriela
- 2002 – King Tubby
- 2002 – Plankton
- 2004 – Tahir Aydoğdu
- 2008 – New York Ska Jazz Ensemble
- 2009 – Bugge Wesseltoft
- 2010 – Indigo
- 2010 – The Portland Cello Project
- 2010 – Stevie Wonder
- 2011 – Paradox
- 2011 – Eliane Elias
- 2011 – Sachal Studios Orchestra
- 2012 – Panzerballet